# 그자비에 베텔
그자비에 베텔(룩셈부르크어: Xavier Bettel, 1973년 3월 3일 ~ )은 룩셈부르크의 정치인이다. 2023년 11월부터 현재까지 룩셈부르크의 부총리로 재임하고 있다.
2013년 장클로드 융커 전 총리가 정보 기관의 도청 논란에 대한 책임을 지고 의회를 해산하였고, 융커 총리가 소속되어 있던 당이 총선거에서 과반 확보에 실패하자 야당이 연립 정부를 구성하여 총리로 취임, 정권 교체를 이뤄냈다. 커밍아웃한 게이로 2015년 동성결혼했다. 

## 어린 시절
1973년 3월 9일 룩셈부르크 시에서 태어났다. 아버지 클로드 베텔은 와인 가게를 하셨고 어머니 아니엘라는 러시아계 프랑스인으로서 유명 작곡가 세르게이 라흐마니노프의 종손이었다. 뤽상부르 유럽 학교를 졸업한 그는 프랑스 낭시로 건너가 낭시 제2대학에서 공법과 유럽법 석사학위를 땄고, 정치과학과 공법 분야 DEA 학위과정을 밟았다. 또 그리스 테살로니키의 테살로니키 아리스토텔레스 대학교에서도 해양법과 교회법을 공부하였으며, 에라스뮈스 프로그램에 참여한 바 있다. 2000년대 초에는 룩셈부르크 TV 채널인 T.TV의 주간 토크쇼 〈Sonndes em 8〉의 사회자로 나서기도 했다.

## 정치경력

### 의정 활동
1999년 룩셈부르크 지방선거에서 룩셈부르크 시의회 선거의 민주당 비례대표 6번 후보로 나서 당선되었다. 뒤이어 같은해 열린 1999년 룩셈부르크 총선에서 상트르 지역구 민주당 비례대표 10번으로 출마하였으나 당선권 (7번)에 들지는 못했다. 하지만 민주당이 룩셈부르크 사회주의 노동자당을 누르고 원내2당 자리를 차지하면서 기독사회인민당과 함께 연정을 이루게 되었다. 이에 따라 앞서 당선된 리디 폴퍼와 안 브라쇠가 정부직에 임명되면서 의원직을 내놓았고, 그 다음 순번인 콜레트 플레슈 역시 유럽의회 의원직에 집중하기로 하면서 사퇴해, 베텔은 가까쓰로 국회의원에 당선 1999년 8월 12일 취임하고 임기를 시작하였다.
2001년 7월 12일에는 변호사 자격을 취득하였다. 2004년 룩셈부르크 총선에서 민주당 국회의원 비례 4번으로 출마하였으며, 비례 5번까지 당선되어 처음으로 룩셈부르크 국회에 입성하였다. 2005년 11월 28일 룩셈부르크 지방선거에서는 다시 비례4번으로 출마해 당선, 룩셈부르크 시의회의 행정위원 (Échevin)이 되었다.
2011년 10월 9일 지방선거에서는 38세의 나이로 룩셈부르크 시장에 당선되었고, 같은해 11월 24일 취임하였다.

### 총리
2013년 그자비에 베텔은 민주당 대표로 당선되었다. 이후 치러진 총선에서 민주당이 원내의석수 13석을 차지하면서 공동 원내 제2당을 이끌게 되었다. 이 총선은 지난 정권인 장클로드 융커 총리에 대한 불신임으로 연립내각이 깨지면서 치러진 것이었으므로 베텔은 차기 총리후보로 등극하였다. 2013년 10월 25일 앙리 대공이 연립내각 총리후보로 공식 지명하였다. 2013년 12월 4일 룩셈부르크 총리에 공식 취임하였다. 연정에는 민주당 외에도 룩셈부르크 사회주의 노동자당, 룩셈부르크 녹색당이 참여하였으며 베텔 총리는 총리직 외에도 내무부장관, 통신미디어장관 등을 겸하게 되었다.
베텔 총리가 추진할 주요 정책으로는 동성 결혼 개혁, 학교 내 종교수업을 일반 윤리수업으로 대체, 룩셈부르크의 신용등급 유지에 들어가는 예산 감축 등이 전망됐다.
2018년 7월 1일부터는 이낙연 국무총리의 초청으로 처음으로 방한하였다. 양자간 공식 방문은 1962년 이래 처음이다. 베텔 총리는 전쟁기념관과 판문점 등을 방문하고 이튿날 정부종합청사에서 이낙연 국무총리와 양국 협력에 관한 회담을 진행한 뒤 출국하였다.